# Paradampetrus leopoldi
Genre
Espèce
Paradampetrus leopoldi, unique représentant du genre Paradampetrus, est une espèce d'opilions laniatores de la famille des Assamiidae.

## Distribution
Cette espèce est endémique de Sumatra en Indonésie. Elle se rencontre vers Harau.

## Description
La femelle holotype mesure 3 mm.

## Étymologie
Cette espèce est nommée en l'honneur du prince Léopold de Belgique.

## Publication originale
- Giltay, 1930 : « Notes préliminaires sur les Opilions recueillis aux Indes Néerlandaises par S.A.R. le Prince Léopold de Belgique. » Bulletin et Annales de la Société Entomologique de Belgique, vol. 69, no , p. 419–429.